# Die göttliche Komödie (1995)
Die göttliche Komödie (Originaltitel: A comédia de deus) ist eine groteske Tragikomödie des portugiesischen Regisseurs João César Monteiro aus dem Jahr 1995.
Der Originaltitel (portugiesisch: A Comédia de Deus, wörtlich sowohl „Die göttliche Komödie“ als auch „Die Komödie des Deus“) spielt sowohl auf Dantes bedeutende Göttliche Komödie als auch auf das unbedeutende Leben der sonderlichen Hauptfigur Herrn Deus an.

## Handlung
Der ältere Herr João de Deus geht einem ruhigen, regelmäßigen Alltag nach. Er ist Geschäftsführer der Eisdiele Paraíso do Gelado, wo er auch für die Entwicklung der beliebten Eissorten verantwortlich ist und ansonsten die Bediensteten, stets junge Frauen aus einfachen Verhältnissen, mit peniblen Hygieneregeln und zudringlichen Anzüglichkeiten nervt. Privat erledigt der Einzelgänger seinen Haushalt und kauft in den kleinen Geschäften in seinem Altstadtviertel ein, auch beim korpulenten jovialen Metzger, dessen junge Tochter Joaninha ihm gefällt. Zum Hobby widmet sich Deus weiblichen Schamhaaren, die er in einem Album sammelt, von ihm Livro dos Pensamentos (dt.: Buch der Gedanken) betitelt, und dazu auch im internationalen Austausch mit Sammlern steht. In seinem Alltag nimmt ihn niemand allzu ernst, respektieren den ruhigen älteren Herrn aber, und Ladenbesitzerin Judite weiß die beliebten Eiskreationen ihres verlässlichen Geschäftsführers sehr zu schätzen.
Zufrieden mit dem Erfolg ihrer Eisdiele, möchte Judite eines Tages ihr Geschäft mit einem französischen Unternehmen fusionieren. Sie baut auf die Eiskreationen ihres Geschäftsführers, um den eigens aus Paris angereisten Unternehmer zu überzeugen. Die besonderen Eissorten erweisen sich diesmal jedoch als Reinfall.
Der bislang zuverlässige Deus beginnt nun, seltsame Verhaltensänderungen zu zeigen. Eines Tages lädt er dabei die Metzgerstochter Joaninha zu sich nach Hause. Für den Versuch, eine besondere neue Eissorte zu kreieren, lässt er ihr ein Bad aus Milch ein und füttert sie mit allerhand Leckereien. Anfangs amüsiert und stellenweise verzaubert, wird ihr schließlich übel, dank Herrn Deus ist die Übelkeit jedoch nicht von langer Dauer. Danach unterstellt Joaninhas Vater Herrn Deus schlimmere Zudringlichkeiten und richtet ihn in einem wütenden Blutrausch übel zu. Herr Deus landet auf der Intensivstation und entgeht nur knapp dem Tode, während Judite ihn jetzt nicht mehr für tragbar hält und kurzerhand entlässt. Als Herr Deus aus dem Krankenhaus entlassen wird, findet er seine Wohnung zerstört vor, und auch sein geliebtes Sammelalbum, das Buch der Gedanken, ist nur noch Asche.

## Rezeption
Der Film feierte beim Filmfestival Venedig 1995 seine Premiere und lief danach auf einer Reihe weiterer Filmfestivals, darunter das Internationale Filmfestival Thessaloniki und das Internationale Filmfestival Karlovy Vary. In die Kinos kam der Film am 19. Januar 1996 in Portugal, am 14. Februar 1996 in Frankreich, am 15. April 1996 in Italien und danach in weiteren Ländern.
Der Film erregte die Aufmerksamkeit der Cineasten und fand das Lob der Kritik (u. a. Spezialpreis der Jury und Pasinetti-Preis bei der Biennale Venedig 1995, fünfter Platz bei den Nominierungen zum besten Film der Cahiers du cinéma 1996). Beim Publikum dagegen weckte der überlange und ruhige Film kein großes Interesse.

„Eine fabulierfreudige Groteske, die in stilistisch streng durchkomponierten Bildern eine Gegenwelt zur nüchternen Realität entwirft und leidenschaftlich die globale Uniformierung beklagt. Der Film lässt sich ebenso als außergewöhnliche Metapher über den Zustand des Kinos lesen, wobei er sich auch obszöner und derber Ausdrucksmittel bedient, dank der außergewöhnlichen Regiekunst aber selbst nie ins Obszöne abgleitet.“

Die göttliche Komödie erschien 2003 als DVD mit umfangreichem Bonusmaterial bei Lusomundo in Portugal, einzeln und als Teil einer Monteiro-Werkschau DVD-Box, in Zusammenarbeit mit der Cinemateca Portuguesa.
Der Film war der portugiesische Kandidat für den besten fremdsprachigen Film zur Oscarverleihung 1996, gelangte bei der folgenden 68. Oscarverleihung jedoch nicht zur Nominierung.